# Sinodorcadion
Sinodorcadion is een kevergeslacht uit de familie van de boktorren (Cerambycidae). De wetenschappelijke naam van het geslacht werd voor het eerst geldig gepubliceerd in 1939 door Gressitt.

## Soorten
Sinodorcadion omvat de volgende soorten:
- Sinodorcadion punctulatum Gressitt, 1939
- Sinodorcadion subspinicolle Breuning, 1959